# Parafia Najświętszego Serca Pana Jezusa w Próchenkach
Parafia Najświętszego Serca Pana Jezusa w Próchenkach – parafia rzymskokatolicka w dekanacie łosickim.
Pierwotny kościół unicki, z 1669 r. został uposażony przez króla Michała Wiśniowieckiego. W roku 1874 został zamieniony na cerkiew. Kościół ten spalił się w czasie I wojny światowej. Następny kościół drewniany, wybudowano w 1920 r.
Parafia wznowiła działalność  w 1921 r. Obecny kościół parafialny, murowany w stylu współczesnym, został wybudowany staraniem ks. H. Demiańczuka w latach 1989-1992 i konsekrowany w 1992 r. przez Bpa Jana Mazura. Parafia posiada kronikę parafialną od 1669 r.
Z parafii pochodzą: ks. Andrzej Filipiuk, Krzysztof Czyrka, Krzysztof Banasiuk, Andrzej Prokopiak oraz  siostry zakonne: Sylwia Hryciuk, Anna Mikołajczuk, Agnieszka Piotruk.
Do parafii należą  wsie: Próchenki i Korczówka. Parafia ma kaplicę dojazdową w Korczówce.